# Chthonius paludis
Espèce
Synonymes
- Neochthonius paludis Chamberlin, 1929
- Chthonius pearsei  Hoff, 1945

Chthonius paludis est une espèce de pseudoscorpions de la famille des Chthoniidae.

## Distribution
Cette espèce est endémique des États-Unis. Elle se rencontre en Géorgie, en Caroline du Nord, au Tennessee et au Mississippi.

## Publication originale
- Chamberlin, 1929 : A synoptic classification of the false scorpions or chela-spinners, with a report on a cosmopolitan collection of the same. Part 1. The Heterosphyronida (Chthoniidae) (Arachnida-Chelonethida). Annals and Magazine of Natural History, sér. 10, vol. 4, p. 50-80.